# Traffic (Schiff)
Die Traffic war ein Zubringer- und Tenderschiff der White Star Line, das vom Hafen Cherbourg aus eingesetzt wurde. Sie bediente insbesondere die Olympic und die Titanic, die zu groß waren, um im Hafenbecken von Cherbourg anzulegen. Während des Zweiten Weltkrieges wurde das Schiff 1941 versenkt.

## Bau und technische Daten
Die Traffic wurde zusammen mit der etwas größeren Nomadic von der White Star Line im Jahre 1910 in Auftrag gegeben. Sie sollte dazu dienen, Passagiere, Post und Nachschub vom französischen Hafen Cherbourg zu den Schiffen der Olympic-Klasse (Olympic, Titanic, Britannic) zu bringen, die den Hafen aufgrund ihrer Größe nicht anlaufen konnten. Sie wurde in der Werft Harland & Wolff in Belfast unter der Baunummer 423 auf Kiel gelegt. Auf den anderen Hellingen der Werft entstanden gleichzeitig das Schwesterschiff Nomadic sowie die Olympic und die Titanic. Der Stapellauf der Traffic fand am 27. April 1911 statt.
Ihre Länge betrug 53,55 Meter, sie war 10,70 Meter breit und wies einen Tiefgang von 3,76 Metern auf. Sie war mit 675 BRT bzw. 420 NRT vermessen. Der Antrieb bestand aus zwei Verbunddampfmaschinen mit zwei Dampfkesseln, deren Leistung 550 PSi betrug. Diese wirkte auf zwei Schrauben, der Dampfer erreichte eine Geschwindigkeit von 12,0 Knoten. Er konnte bis zu 1.200 Passagiere befördern, die Besatzung bestand aus 16 Offizieren und Mannschaften.

## Geschichte als Zubringerschiff
Nach der Indienststellung von Traffic und Nomadic fuhren die beiden Tender zusammen über Southampton nach Cherbourg, wo sie stationiert wurden. Als Tenderboot beförderte die Traffic die Passagiere der dritten Klasse sowie Post und Gepäck, während die Nomadic die Passagiere der ersten und zweiten Klasse zu den Ozean-Linern beförderte. Am 10. April 1912 brachte die Traffic Passagiere, Gepäck und Post zur Titanic, die vor ihrer Jungfernfahrt stand.
Während des Ersten Weltkrieges wurde das Schiff weiterhin als Tender genutzt, nun jedoch waren amerikanische, kanadische und britische Soldaten ihre Passagiere zu den wartenden Truppentransportern. Nach dem Ende des Krieges übernahm sie noch bis 1919 diese Aufgabe.
1927 verkaufte die White Star Line Traffic und Nomadic an die Société Cherbourgeoise Transbordement. Ihre Aufgaben blieben die gleichen, doch bedienten die beiden Schiffe nun nicht mehr nur die Schiffe der White Star Line, sondern alle Passagierschiffe im Hafen. Zwei Jahre später, am 5. Juni 1929, kollidierte die Traffic mit dem White Star Line-Schiff Homeric und musste repariert werden. Im Oktober des Jahres erhielt sie zudem eine neue Schraube. Erneut kollidierte das Schiff im Dezember 1929, dieses Mal mit dem 21.716 BRT-großen Passagierschiff Minnewaska (III) der amerikanischen Reederei Atlantic Transport Line.
1934 wurde das Schiff erneut verkauft – dieses Mal an die Sociétié Cherbourgeoise de Remorquage et Sauvetage. Neben einem neuen Anstrich erhielt sie auch den neuen Namen Ingénieur Riebell.

## Zweiter Weltkrieg und Untergang
Mit Beginn des Zweiten Weltkrieges wurde das in Cherbourg liegende Schiff von der französischen Marine requiriert und als Hilfsschiff zusätzlich mit der Kennung X 23 in Dienst gestellt. Mit der französischen Niederlage versenkte die Besatzung am 18. Juni 1940 das Schiff in Cherbourg, um den Hafen zu blockieren und es nicht in die Hände der Deutschen fallen zu lassen.
Die Kriegsmarine hob und reparierte das Schiff noch im selben Jahr. Anschließend setzte sie es als bewaffnetes Patrouillen- und Begleitfahrzeug an der französischen Küste ein. Am 17. Januar 1941 torpedierte und versenkte die Royal Navy das Schiff im Ärmelkanal. Das Schiff wurde noch einmal gehoben und im März in Cherbourg abgewrackt.